# Valuste
Koordinaten: 58° 40′ N, 23° 49′ O
Valuste (deutsch Wallust) ist ein Dorf (estnisch küla) in der Landgemeinde Lääneranna im Kreis Pärnu (bis 2017: Landgemeinde Lihula im Kreis Lääne).

## Beschreibung
Der Ort hat 39 Einwohner (Stand 31. Dezember 2011). Er liegt unmittelbar südwestlich der Stadt Lihula.
Das Dorf wurde erstmals 1368 unter dem Namen Walkes urkundlich erwähnt.